# Daniel Bonfils

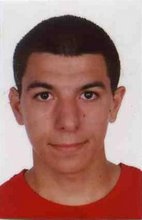
Daniel Bonfils (2006)

Daniel Alfredo Bonfils Molina (* 24. Oktober 1985 in Genf, Schweiz) ist ein spanischer Politiker und ehemaliger Vorsitzender des Partido Pirata, der spanischen Piratenpartei.

## Politisches Wirken
Bonfils trat im Dezember 2009 des Partido Pirata bei und engagierte sich in Andalusien im Bereich Öffentlichkeitsarbeit. Anfang Dezember 2012 wurde er zum Parteivorsitzenden gewählt. Aufgrund innerparteilicher Meinungsverschiedenheiten wurde in Anbetracht der bevorstehenden Europawahl 2014 eine zusätzliche Parteiversammlung einberufen, bei der die ehemals stellvertretende Parteivorsitzende Amparo Peiró auf den Posten der Parteivorsitzenden gewählt wurde.